# Nytwa
Nytwa (russisch Нытва) ist eine Stadt in der Region Perm (Russland) mit 19.041 Einwohnern (Stand 14. Oktober 2010).

## Geografie
Die Stadt liegt im Vorland des Mittleren Urals etwa 70 km westlich der Regionshauptstadt Perm am gleichnamigen Fluss Nytwa unweit dessen Mündung in die Kama.
Nytwa ist Verwaltungszentrum des gleichnamigen Rajons.
Die Stadt ist über eine 37 Kilometer lange Zweigstrecke (nur Güterverkehr) mit der Station Tschaikowskaja der Transsibirischen Eisenbahn verbunden.

## Geschichte
Nytwa wurde erstmals 1623 urkundlich erwähnt; der Name steht in der Komi-Sprache etwa für Fluss mit sumpfigen Ufern.
1756 wurde hier durch die Familie Stroganow die Kupferhütte Nytwenski Sawod errichtet, zu dessen Zweck der Fluss zu einem 8 km² großen Stausee („Teich“) aufgestaut wurde. 1768 wurde die Hütte in ein Eisenwerk umgewandelt, welches zunächst Ausrüstungen und Werkzeuge für die örtliche Flussschiffswerft produzierte.
In den 1930er Jahren erfolgte der Um- und Ausbau des Eisenwerkes und 1942 erhielt der Ort unter dem heutigen Namen Stadtrecht.

### Bevölkerungsentwicklung
| Jahr | Einwohner |
| ---- | --------- |
| 1939 | 8.811     |
| 1959 | 19.185    |
| 1970 | 17.491    |
| 1979 | 16.890    |
| 1989 | 21.861    |
| 2002 | 20.660    |
| 2010 | 19.041    |

Anmerkung: Volkszählungsdaten

## Kultur und Sehenswürdigkeiten
Das Architekturensemble des Eisenwerkes mit Produktions-, Verwaltungs- und Wohngebäuden des 19. Jahrhunderts ist teilweise erhalten.
Seit 1958 existiert ein Historisches und Heimatmuseum.

## Wirtschaft
Das metallurgische Werk in Nytwa stellt Bimetall- und Edelstahlerzeugnisse her. Daneben gibt es Betriebe der holzverarbeitenden (Sperrholz) und Lebensmittelindustrie sowie der Bauwirtschaft.

## Söhne und Töchter der Stadt
- Wladimir Tschagin (* 1970), Rallye-Raid-Fahrer
- Alexandra Alikina (* 1990), Biathletin